# Umakart (hudební skupina)
Umakart je česká alternativní hudební skupina, která vznikla v roce 2004. Členy jsou hudebníci s vlastními kapelami, Priessnitz, The Ecstasy Of Saint Theresa a Tata Bojs.

## Historie
První album Manuál bylo vydáno v roce 2004, texty napsal Jaromír Švejdík za přispění spisovatele Jardy Rudiše. Album distribuované v netradičním obalu ze vzorníku umakartových desek podpořila kapela šňůrou koncertů, na které se přidal bubeník Tomáš Neuwerth.
Následující sedmiletá odmlka je přerušena až v roce 2011, kdy se kapela s dvěma písněmi podílela na soundtracku pro film Alois Nebel. Jako hosté zazpívali Marie Rottrová v písni Stínohry a Václav Neckář v písni Půlnoční, čímž nastartovali jeho comeback. Píseň Půlnoční pak získala v roce 2011 ocenění Anděla za klip i za skladbu roku a byla znovu vydána na společném albu Dobrý časy s Dušanem Neuwerthem a Jaromírem Švejdíkem.
Nečekaný úspěch ze spolupráce odsunul vydání vlastního plánovaného alba Vlci u dveří až na podzim 2012. Textově se na albu opět podílel hlavně Jaromír Švejdík a tentokráte básník Jan Těsnohlídek. Deska má opět netradiční obal, který je stylizovaný do přepisovatelného CD, a navíc ručně nadepsaný titulní název a jméno skupiny.

## Členové
- Jaromír Švejdík (Jaromír 99 & The Bombers, Priessnitz) – zpěvák
- Dušan Neuwerth (Tata Bojs) – kytarista
- Jan P. Muchow (The Ecstasy of Saint Theresa) – baskytara
- Jiří Hradil (Chorchestr, Lesní zvěř, ex Tata Bojs) – klavírista
- Tomáš Neuwerth (Nierika, LU, Tata Bojs) – bubeník

## Diskografie

### Alba
- Manuál (2004)
- Vlci u dveří (2012)

### Kompilace a ostatní nahrávky
- Soundtrack k filmu Alois Nebel – Umakart jako jeden z tvůrců
- Dobrý časy (2012) – částečná spolupráce na albu Václava Neckáře